# Fabián Canobbio
Néstor Fabián Canobbio Bentaberry (ur. 8 marca 1980 w Montevideo) – piłkarz urugwajski grający na pozycji ofensywnego pomocnika. Posiada także obywatelstwo włoskie.

## Kariera klubowa
Canobbio pochodzi ze stolicy Urugwaju Montevideo i jest wychowankiem tamtejszego klubu Progreso Montevideo. W 1997 roku zadebiutował w jego barwach w urugwajskiej Segunda División i grał w nim do końca 2000 roku. W 2001 roku zamienił Progreso na inny klub ze stolicy, CA Peñarol. Tam stał się podstawowym zawodnikiem, a w 2003 roku osiągnął swój pierwszy sukces w karierze, gdy wywalczył z Peñarolem mistrzostwo Urugwaju.
Latem 2003 roku Canobbio przeszedł do hiszpańskiej Valencii CF. 30 sierpnia 2003 zadebiutował w Primera División w zremisowanym 1:1 domowym spotkaniu z Realem Valladolid. W Valencii nie wywalczył jednak miejsca w podstawowym składzie z Rubénem Barają i Pablem Aimarem. Na koniec sezonu zdobył z Valencią Puchar UEFA, a także został mistrzem Hiszpanii.
W 2004 roku Canobbio odszedł do drugoligowej Celty Vigo, a 4 września tamtego roku rozegrał w niej swoje pierwsze spotkanie, wygrane 1:0 z Gimnàstikiem Tarragona. W sezonie 2004/2005 strzelił 12 bramek i przyczynił się do awansu klubu do Primera División. W 2007 roku spadł z Celtą do drugiej ligi i grał w niej jeszcze przez rok.
W 2008 roku Canobbio został piłkarzem Realu Valladolid. Debiut w nim zaliczył 21 września 2008 w meczu z Athletikiem Bilbao (0:2). W sezonie 2008/2009 pomógł Realowi w utrzymaniu się w lidze.
W 2010 roku Canobbio przeszedł do greckiej Larisy. Grał w niej przez sezon. W 2011 roku wrócił do Urugwaju, gdzie grał w Féniksie Montevideo i Progreso Montevideo. W 2013 roku przeszedł do Danubio FC.
| Sezon   | Klub                | Kraj      | Rozgrywki        | Mecze | Bramki |
| ------- | ------------------- | --------- | ---------------- | ----- | ------ |
| 1997    | Progreso Montevideo | Urugwaj   | Segunda División | ?     | ?      |
| 1998    | Progreso Montevideo | Urugwaj   | Segunda División | ?     | ?      |
| 1999    | Progreso Montevideo | Urugwaj   | Segunda División | ?     | ?      |
| 2000    | Progreso Montevideo | Urugwaj   | Segunda División | ?     | ?      |
| 2001    | CA Peñarol          | Urugwaj   | Primera División | 26    | 7      |
| 2002    | CA Peñarol          | Urugwaj   | Primera División | 34    | 16     |
| 2003    | CA Peñarol          | Urugwaj   | Primera División | 13    | 3      |
| 2003/04 | Valencia CF         | Hiszpania | Primera División | 11    | 1      |
| 2004/05 | Celta Vigo          | Hiszpania | Segunda División | 38    | 12     |
| 2005/06 | Celta Vigo          | Hiszpania | Primera División | 32    | 8      |
| 2006/07 | Celta Vigo          | Hiszpania | Primera División | 34    | 2      |
| 2007/08 | Celta Vigo          | Hiszpania | Segunda División | 27    | 6      |
| 2008/09 | Real Valladolid     | Hiszpania | Primera División | 29    | 4      |
| 2009/10 | Real Valladolid     | Hiszpania | Primera División | 24    | 1      |
| 2010/11 | AE Larisa           | Grecja    | Alpha Ethniki    | 18    | 3      |
| 2011/12 | Fénix Montevideo    | Urugwaj   | Primera División | 5     | 0      |
| 2011/12 | Progreso Montevideo | Urugwaj   | Primera División | 3     | 2      |
| 2012/13 | Progreso Montevideo | Urugwaj   | Primera División | 13    | 4      |
| 2012/13 | Danubio FC          | Urugwaj   | Primera División | 15    | 4      |
| 2013/14 | Danubio FC          | Urugwaj   | Primera División |       |        |

## Kariera reprezentacyjna
W 1999 roku Canobbio wraz z reprezentacją Urugwaju U-20 wziął udział w młodzieżowych Mistrzostwach Świata. W dorosłej reprezentacji Urugwaju zadebiutował 7 października 2001 roku w zremisowanym 1:1 spotkaniu eliminacji do Mistrzostw Świata 2002 z Kolumbią. W 2007 roku został powołany przez selekcjonera Oscara Tabáreza na turniej Copa América 2007, na którym Urugwaj zajął 4. miejsce.